# Agrotis haifae
Agrotis haifae là một loài bướm đêm trong họ Noctuidae.